# Медијум (парапсихологија)
Медијум је у парапсихологији, посебно обдарена особа која је у извесним ситуацијама (хипноза, транс, сан) погодна као преносилац порука између духова и људи. Оваква могућност заснива се на парапсихолошком веровању да душа надживљава физичку смрт, па је неуништива. Медијум је, по веровању учесника, способан да посредује између људи и оностраних сила, па је зато у стању да демонстрира феномене као што су екстрасензорна перцепција, телепатија, радиестезија, левитација, телекинеза итд. Комуникација се одиграва у посебно припремљеним сеансама или у ритуалима који се изводе по обичајима социјалне заједнице или групе људи.